# Sancho III. (Kastilien)
Sancho III. el Deseado, mit Beinamen „der Ersehnte“ (* 1134; † 31. August 1158 in Toledo) war von 1157 bis 1158 König von Kastilien. Er war der älteste Sohn von König Alfons VII. von Kastilien-León und dessen Gattin Berenguela von Barcelona, einer Tochter von Raimund Berengar III.
Am 4. Februar 1151 heiratete der 17-jährige Thronfolger die Prinzessin Blanka von Navarra (* nach 1133; † 12. August 1156) eine Tochter des Königs García IV. und der Marguerite de l’Aigle. Sein vier Jahre jüngerer Bruder Ferdinand II. war seit 1154 König von Galicien, erhielt aber nach dem Tod seines Vaters auch das Königreich León sowie Asturien zuerkannt. Nach der Thronbesteigung Ferdinands in León kam es zu Auseinandersetzungen mit dem dortigen Adel, in die sich auch Sancho III. einmischte. 
Sancho III. wurde nach dem Tod des Vaters am 21. August 1157 in Toledo gekrönt und regierte nur ein volles Jahr. Die Streitigkeiten mit seinem Bruder wurden durch den Vertrag von Sahagún beigelegt, in dem Ferdinand und Sancho ihre Einflusszonen abgrenzten und Regelungen für die gegenseitige Nachfolge trafen, doch am 31. August 1158 starb Sancho überraschend nach erst einjähriger Regierung. Er wurde in der Kathedrale Santa María begraben. Er hinterließ zwei Söhne, (Alfons VIII. und García). 